# バナドセン
バナドセン(Vanadocene)またはビス(η5-シクロペンタジエニルバナジウム(Bis(η5-cyclopentadienyl) vanadium)は、有機金属化合物であり、化学式はV(C5H5)2である。Cp2Vと略される。紫色の結晶で、常磁性を持つ固体である。用途は比較的限られているものの、盛んに研究されている。

## 構造と結合
バナドセンは、金属イオンを2つのシクロペンタジエニル環で挟んだメタロセンの一つである。固体状態では、D5d対称性を持つ。バナジウム(II)中心は、2つのシクロペンタジエニル環から等距離で、反転中心に位置する。V-C結合長の平均は、226 pmである。バナドセンのシクロペンタジエニル環は、170 K以上では動的に無秩序な状態で、108 Kまで冷やすと完全に整列する。

## 合成
バナドセンは1954年にバーミンガム、フィッシャー、ジェフリー・ウィルキンソンにより、二塩化バナドセンを水素化アルミニウムで還元し、その後、真空中100℃で昇華させることで合成することができる。より大量生産が可能な最近の合成法では、[V2Cl3(THF)6]2[Zn2Cl6]をシクロペンタジエニルナトリウムで処理する。
2 [V2Cl3(THF)6]2[Zn2Cl6]  +  8 NaCp  +  THF   →   4 Cp2V

## 性質
バナドセンは反応性の高い分子である。15個の価電子しか使えないが、多くの配位子と容易に反応する。例えば、アルキンと反応し、バナジウム-シクロプロペン錯体を形成する。
不活性雰囲気中での一酸化炭素の関与するある反応では、イオン性のバナドセン誘導体が得られる。
Cp2V  +  V(CO)6   →   [Cp2V(CO)2][V(CO)6]
トルエン中で、フェロセニウム塩で処理することで容易に酸化し、モノカチオンを与える。
VCp2  +  [FeCp2]BR4   →   [VCp2]BR4  +  FeCp2 (R = Ph or 4-C6H4F)
これらのモノカチオンは、非常に空気反応性が高く、酸化還元電位は、-1.10 Vである。
高圧の一酸化炭素と反応し、CpV(CO)4を与える。